# Miroslav Richter (archeolog)
Miroslav Richter (29. května 1932 Děčín – 12. srpna 2011) byl český archeolog, který se specializoval na středověkou archeologii a významnou měrou se podílel na založení moderního archeologického výzkumu středověku v ČSSR. Současně spolupracoval na vytvoření koncepce ochrany archeologických památek, která je v ČR platná dodnes.
V letech 1952–1957 studoval archeologii a historii na Filozofické fakultě UK v Praze. V letech 1957–1998 působil v Archeologickém ústavu ČSAV a zastával zde vedoucí funkce (historicko-archeologické oddělení, pracoviště Praha, tajemník ARÚ). V 80. letech vedl oddělení pravěku na FF UK.
Již během studií prováděl výzkum archeologické lokality Hradišťko u Davle (1954–1965), městečka náležejícího klášteru Ostrov u Davle, a i později se soustředil na výzkum středověkých měst: Sezimovo Ústí (1962), Hradec Králové (1969), Tábor (1971–1974), dále Vysoké Mýto, Žďár nad Sázavou a jiné.

## Dílo
- Seznam děl v Souborném katalogu ČR, jejichž autorem nebo tématem je Miroslav Richter (archeolog)
- Hradec Králové : slovanské hradiště a počátky středověkého města. Praha 1995.
- Hradišťko u Davle, městečko ostrovského kláštera. Praha 1982. https://www.academia.edu/35067172/
- K počátkům českých měst. Praha 1986.
- Klášterní tržní a řemeslnické osady v Čechách : (Otázky interpretace systematického výzkumu v Hradišťku). Praha 1968.
- Sezimovo Ústí - archeologie středověkého poddanského města. 2., Levobřežní předměstí - archeologický výzkum 1962-1988 Praha 2001.